# Nelsons maskerzanger
De Nelsons maskerzanger (Geothlypis nelsoni) is een zangvogel uit de familie Parulidae (Amerikaanse zangers).

## Verspreiding en leefgebied
Deze soort is endemisch in Mexico en telt 2 ondersoorten:
- G. n. nelsoni: oostelijk Mexico.
- G. n. karlenae: zuidwestelijk Mexico.